# Juan Ponce (Komponist)
Juan Ponce (* um 1476; † nach 1520) war ein spanischer Komponist der Renaissance.

## Leben
Als Juan Ponces mögliche Herkunftsorte werden Sevilla in Andalusien oder Arbeca in der Provinz Lleida genannt. Er entstammte vermutlich der adligen Familie Ponce de León, die außer dem Konquistador Juan Ponce de León mehrere Musiker hervorbrachte. In seiner Jugend war er Schüler des sizilianischen Humanisten Lucio Marineo Siculo (um 1460–1533), der von 1484 bis 1496 an der Universität Salamanca lehrte. Marineo erwähnt ihn 1514 in seinem Epistolarum familiarium als cantor regius („königlicher Sänger“). Als solcher wurde er am 1. September 1506 in die königliche Hofkapelle von Aragón aufgenommen. Er blieb dort Mitglied bis zur Auflösung der Kapelle nach dem Tod Ferdinands des Katholischen 1516. Danach wechselte er möglicherweise in die Kapelle Königs Karls I. Andererseits war ihm bereits 1512 ein Benefiziat auf der Insel Lanzarote angeboten worden, so dass er eventuell dorthin umzog. Die überarbeitete Fassung einer seiner Kompositionen enthält Hinweise auf Ereignisse aus dem Jahr 1521, doch könnte die Überarbeitung auch ohne Ponces Beteiligung erfolgt sein. Danach verliert sich seine Spur.

## Werke
- Salve Regina, dreistimmig
- Zwölf mehrstimmige Lieder, hauptsächlich Villancicos, im Cancionero de Palacio von Madrid (E-Mp 1335):[4]
  - ¡Alegría, alegría!, 4stg.
  - Allá se me ponga el sol, 4stg.
  - Ave color vini clari, Studentenlied, 4stg.
  - Bien perdí mi coraçon, 3stg.
  - ¡Como está sola mi vida!, Lied, 4stg.
  - Ell Amor que me bien quiere, 3stg.
  - Françia, cuenta tu ganançia, 4stg.
  - La mi sola, Laureola, 4stg.
  - ¡Ó triste, que stoy penado …!, 3stg.
  - Para verme con ventura, 4stg.
  - Todo mi bien é perdido, 4stg.
  - Torre de la niña, y darte, 2stg.